# Lorenzo Sazié
Laurent Sazie, conocido por su nombre castellanizado Lorenzo Sazié (Monpezat, Francia, 16 de julio de 1807-Santiago, Chile, 30 de noviembre de 1865) fue un médico francés radicado en Chile, donde fue el primer médico en usar la anestesia general. En 1834 fundó la Escuela de Obstetricia y, en 1843, fue elegido como el primer decano de la Facultad de Medicina de la Universidad de Chile. Como decano se preocupó de mejorar la enseñanza de la medicina y la atención e higiene de los hospitales. Por otro lado, participó activamente en la Sociedad de Beneficencia, de la que fue su presidente y trabajó por la mejora de la Casa de Orates.

## Francia
Los padres de Sazié querían que su hijo siguiera la carrera eclesiástica, pero Lorenzo siempre tuvo inclinación por los estudios de las ciencias naturales. Su desarrollo académico fue bastante lento debido al temor de los padres por una carrera algo inusual en ese tiempo, pero ya el 6 de noviembre de 1825 recibió el grado de bachiller en humanidades. 
Lorenzo se fue a vivir en París con su tío M.J. Cassaigne, un oficial de Legión de Honor y consejero de la corte de Casación, ciudad donde continuó sus estudios en ciencias naturales al tiempo que tomaba también cursos de medicina; obtuvo el grado de bachiller en ciencias el 10 de julio de 1828 y fue nombrado interno en el primer hospital público, el Hotel Dieu, donde fue testigo de una fuerte epidemia de cólera.

## Chile y obras

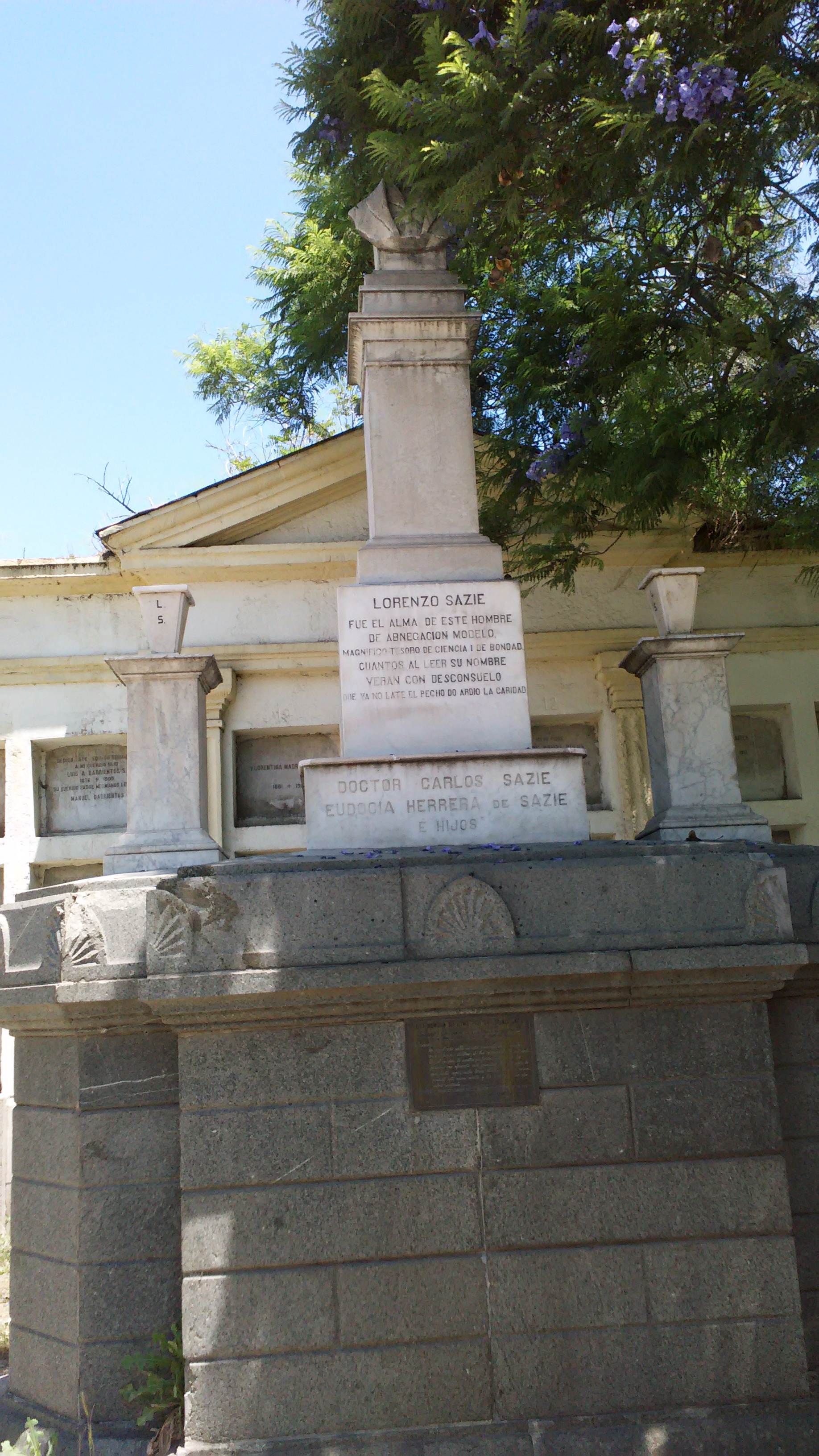
Estatua en su tumba-mausoleo en el Cementerio General de Chile.

Llegó a Chile en 1834 para ejercer el cargo de profesor de Obstetricia. El 16 de julio de 1834 fundó la Escuela de Obstetricia para matronas y se estableció los requisitos para la admisión gratuita. “Para las mujeres de esta capital que deseando dedicarse a la profesión sepan leer y escribir, hayan recibido una decente educación y sean jóvenes, robustas y bien constituidas”. Lorenzo Sazié se hizo cargo del curso de Clínica Obstétrica y de la dirección de la Escuela de Matronas.
En el discurso inaugural pronunciado en 1835 para el primer curso de Obstetricia que dictó, expresó con gran claridad la mística que envuelve la profesión de matrona, destacando los valores éticos y morales que debe poseer quien se dedique a esta actividad.

“En cuanto a vosotras, señoras, la profesión que emprendéis debe excitar sentimientos que, tal vez, os han sido desconocidos hasta este día. Ella va a daros un carácter más elevado que no se reconoce generalmente en vuestro sexo; un papel más noble os está reservado en el mundo; vais a haceros árbitras de los intereses de la sociedad, en el ejercicio de vuestra profesión vais a ser las primeras que ofreceréis una garantía de instrucción de que hasta aquí nadie tenía idea; la sociedad recompensará este nuevo mérito y los servicios útiles que podéis prestarle”.
L.Sazié, Discurso inaugural Escuela de Obstetricia, 1835 (grabado en bronce en su tumba)

En 1838 comenzó a trabajar regularmente en el Hospital San Juan de Dios junto con Cox, Blest, Buston y Miquel. En 1839, se trasladaron las clases de la Escuela de Medicina del Instituto Nacional al Hospital San Juan de Dios y con la llegada de la docencia mejoró la asistencia médica a los enfermos.
Fue el primer decano de la Facultad de Medicina de la Universidad de Chile entre 1843 y 1851, su segundo período lo ejerció entre 1855 y 1863. Falleció el 30 de noviembre tras la epidemia de tifus que se produjo en julio de 1865, tres meses después de haber iniciado su tercer período como decano. Con Andrés Bello como rector y Lorenzo Sazié como decano se desarrolló la medicina nacional y se formaron los médicos que impulsarían auge de la asistencia médica en el país hasta la revolución en 1891.

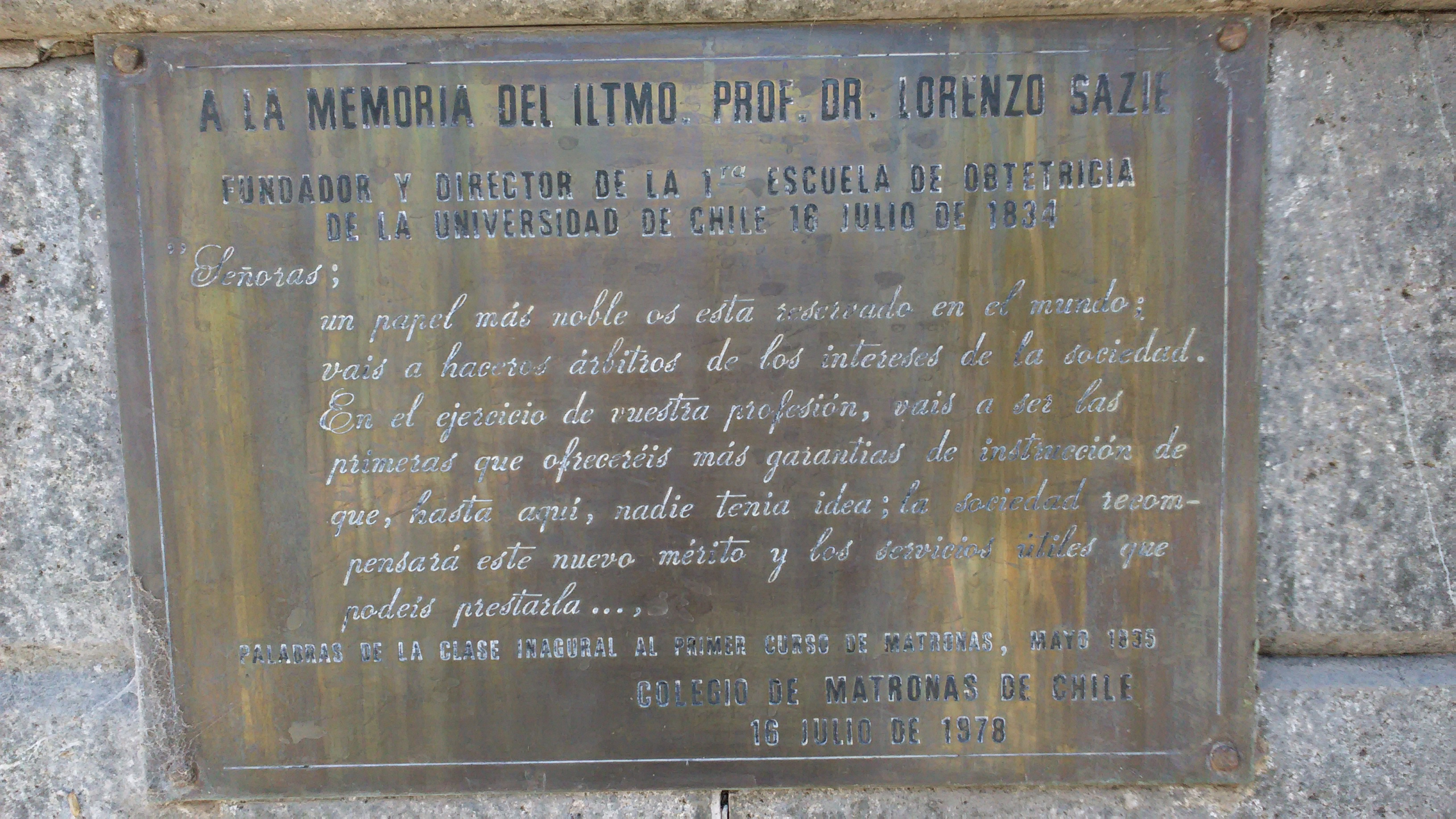
Discurso a la futuras matronas

Presidente del Protomedicato en 1836 nombrado por Portales y de la Junta de Beneficencia, creó y modernizó la Casa de Orates, la Casa de Expósitos y la Escuela de Matronas. Como miembro del Consejo Universitario participó en la elaboración del documento que permitió la autonomía de la Universidad de Chile, es decir, su desvinculación del Instituto Nacional.
El gobierno le otorgó la nacionalidad chilena en 1855 como tributo a su destacada participación en la docencia, en el estado de salubridad de Chile y en los avances en obstetricia y cirugía.
Con su esposa Rosario Heredia tuvo un hijo,  Carlos Sazié Heredia (1852-1917), que llegó a ser un médico psiquiatra y profesor de Neurología en la Facultad de Medicina en la Universidad de Chile.
En 1861 fue nombrado jefe de los hospitales San Juan de Dios y San Borja en Santiago, convirtiéndose así en la primera autoridad médica hospitalaria en la historia de la medicina chilena.
La calle Sazié en Santiago Centro fue bautizada en su homenaje.